# William Moorlag
William Johannes Moorlag (Onderdendam, 17 april 1960) is een Nederlands voormalig PvdA-politicus. Van 25 oktober 2017 tot 31 maart 2021 was hij lid van de Tweede Kamer der Staten-Generaal. Van 1 juni 2009 tot 2 april 2015 was hij lid van de Gedeputeerde Staten van Groningen.

## Studie en loopbaan
William Moorlag is de zoon van een Nederlandse vader en een Noord-Ierse moeder. Hij zat op de Walfridusschool, een rooms-katholieke lagere school in Bedum en daarna op de mavo. Hij heeft naast zijn loopbaan de opleidingen ziekenverzorgende, mbo-inrichtingswerk en hbo-personeelswerk afgerond. Van 1978 tot 1989 was hij (leerling-)ziekenverzorger in het psychogeriatrisch verpleeghuis "De Twaalf Hoven" in Winsum. Daarna was Moorlag beleidsmedewerker en vervolgens regiobestuurder van Abvakabo FNV. Vanaf 1 augustus 2015 tot 25 oktober 2017 was hij directeur van werkvoorzieningschap Alescon in Drenthe.

## Provinciale en Gedeputeerde Staten van Groningen
Hij was lid van de Provinciale Staten van Groningen van maart 2003 tot juni 2009 en lid van de Gedeputeerde Staten van Groningen van juni 2009 tot 22 april 2015. Als gedeputeerde heeft hij onderhandeld voor de aardbevingscompensatie van 1,2 miljard euro van de rijksoverheid. Moorlag was lijsttrekker van de PvdA bij de Provinciale Statenverkiezingen in 2015, maar stapte op na een verkiezingsnederlaag.

## Tweede Kamer
Moorlag stond op plaats 9 van de kandidatenlijst van de PvdA voor de Tweede Kamerverkiezingen op 15 maart 2017, maar vanwege voldoende voorkeurstemmen voor minister Lilianne Ploumen schoof zij door naar het parlement ten koste van Moorlag. Door het vertrek van Jeroen Dijsselbloem kwam hij per 25 oktober 2017 alsnog in de Tweede Kamer. Zijn portefeuilles zijn die van economische zaken, klimaat, landbouw, natuur en voedselkwaliteit. Op 27 oktober 2020 maakte hij bekend na de Tweede Kamerverkiezingen in maart 2021 niet terug te keren als Kamerlid. Op 30 maart 2021 nam hij afscheid van de Tweede Kamer.

### Schijnconstructie
In december 2017 raakte hij in opspraak, omdat de sociale werkplaats Alescon, waar Moorlag directeur was geweest, werknemers had ingehuurd via een schijnconstructie. De werknemers werden in dienst genomen van een uitzendbureau dat eigendom was van Alescon. Deze werkwijze werd al gehanteerd nog voordat Moorlag er directeur werd. De werknemers vielen door deze constructie onder de cao van de uitzendbranche, waardoor Alescon ze niet in vaste dienst hoefde te nemen en minder hoefde uit te betalen. De sociale werkplaats bespaarde daardoor 2,1 miljoen euro, gemiddeld 5000 euro per werknemer. In december 2017 bepaalde de kantonrechter in Assen dat de constructie onwettig was en dat Alescon alsnog volgens de eigen cao diende uit te betalen.
PvdA-fractievoorzitter in de Tweede Kamer Lodewijk Asscher, zelf een voormalig minister van Sociale Zaken en Werkgelegenheid, oordeelde dat Moorlag zich niet verrijkt had en als verdediging had aangevoerd dat hij alleen maar meer werknemers in dienst wilde nemen. Om die reden wilde Asscher, alsook de fractie, dat Moorlag aanbleef als Tweede Kamerlid. De Jonge Socialisten, de jongerenbeweging van de PvdA, eiste dat Moorlag opstapte en startte eind december een petitie om een ledenraadvergadering af te dwingen waarin de kwestie op de agenda zou moeten komen. Ook het PvdA-partijbestuur toonde zich niet gelukkig met de situatie, temeer daar de PvdA al langer tegen dergelijke schijnconstructies strijdt.
Het partijbestuur drong er op 21 december bij Moorlag aan om zijn Kamerlidmaatschap neer te leggen. Moorlag op zijn beurt verzocht om een onafhankelijk onderzoek naar zijn functioneren als directeur van Alescon en als (kandidaat-) Tweede Kamerlid. Tot de uitkomst daarvan zou hij blijven weigeren gehoor te geven aan de oproep van het partijbestuur. Het partijbestuur stelde daarop een driekoppige commissie samen die binnen een week uitsluitsel moest geven. Op 14 januari adviseerde de commissie-Noorman-den Uyl dat Moorlag aan kon blijven als PvdA-Tweede Kamerlid. Het partijbestuur en fractie namen dat advies over.

## Na de politiek
Moorlag is eigenaar van William Moorlag Advies Bestuur Toezicht en adviseur bij Publieke Zaken, een adviesbureau voor public affairs dat zich richt op de energie-, klimaat-, en landbouwtransitie. Daarnaast is hij onafhankelijk voorzitter van de Commissie Arbeidsvoorwaarde Pensioen bij Pensioenfonds Zorg en Welzijn.
- Parlement.com: vka9bkgtw4xl